# Hilary Smart
Hilary Hurlburt Smart (Nueva York, 29 de julio de 1925-Weston, 8 de enero de 2000) fue un deportista estadounidense que compitió en vela en la clase Star. Fue hijo del también regatista Paul Smart.
Participó en los Juegos Olímpicos de Londres 1948, obteniendo una medalla de oro en la clase Star. Ganó dos medallas en el Campeonato Mundial de Star, plata en 1947 y bronce en 1948.

## Palmarés internacional
| Juegos Olímpicos   | Juegos Olímpicos             | Juegos Olímpicos  | Juegos Olímpicos |
| Año                | Lugar                        | Medalla           | Clase            |
| ------------------ | ---------------------------- | ----------------- | ---------------- |
| 1948               | Londres (Reino Unido)        | Medalla de oro    | Star             |
| Campeonato Mundial |                              |                   |                  |
| Año                | Lugar                        | Medalla           | Clase            |
| 1947               | Los Ángeles (Estados Unidos) | Medalla de plata  | Star             |
| 1948               | Cascaes (Portugal)           | Medalla de bronce | Star             |